# Kozlovice, Frýdek-Místek
Kozlovice là một làng thuộc huyện Frýdek-Místek, vùng Moravskoslezský, Cộng hòa Séc.